# Kadolz (Herrschaft)
Die Herrschaft Kadolz war eine Grundherrschaft im Viertel unter dem Manhartsberg im Erzherzogtum Österreich unter der Enns, dem heutigen Niederösterreich.

## Ausdehnung
Die Herrschaft, die weiters aus der Herrschaft Großharras mit dem Edelsitz Kammersdorf bestand und daneben über das Gut Hadres und die Imbacher Gülte verfügte, umfasste zuletzt die Ortsobrigkeit über Kadolz, Seefeld, Obritz, Hadres, Untermarkersdorf, Jetzelsdorf, Pernersdorf, Zwingendorf, Großharras, Kammersdorf, Dürnleis und Kleinweikersdorf. Der Sitz der Verwaltung befand sich in Großkadolz und in Jetzelsdorf.

## Geschichte
Der letzte Inhaber der Fideikommiss-Herrschaft war Heinrich Graf zu Hardegg mit dem Sitz auf Schloss Seefeld. Nach den Reformen 1848/1849 wurde die Herrschaft aufgelöst.